# Émile Maurice
Pour les articles homonymes, voir Maurice.
Ne doit pas être confondu avec Emil Maurice.
Émile Maurice, né le 8 juillet 1910 à Fort-de-France où il est mort le 13 janvier 1993,, est un homme politique de la droite martiniquaise et partisan farouche de l'assimilation de la Martinique à la France. Il est président du conseil général de la Martinique de 1970 à 1992. Il est aussi professeur d'histoire et de géographie.

## Biographie
Émile Maurice commence sa carrière politique en 1957 en se faisant élire conseiller général de Saint-Joseph. Ensuite, il rejoint Aimé Césaire lorsqu'il fonde le Parti progressiste martiniquais en 1958. Il est élu maire de Saint-Joseph en 1959, siège qu'il conserve jusqu'à sa mort en 1993.
Déçu par les options nationalistes d'Aimé Césaire, il quitte le PPM et adhère à la fédération UNR de la Martinique. Dès lors, Émile Maurice s'oppose aux idées séparatistes de l'extrême gauche martiniquaise et est avec Camille Petit et Victor Sablé l'un des plus farouches défenseurs du statut départemental (DOM) en Martinique. 
Il est durant plusieurs années, président de la fédération RPR de la Martinique.

## Détail des fonctions et des mandats
- 1957 - 1993 : Conseiller général du canton de Saint-Joseph
- 1959 - 1993 : Maire de Saint-Joseph
- 1970 - 1992 : Président du conseil général de la Martinique